# Krajka (czasopismo)
Krajka – kwartalnik organizacji harcerek ZHR wydawany w Warszawie.

## Indeks

### Kwartalnik Organizacji Harcerek ZHR
Warszawa, Wydawca: Związku Harcerstwa Rzeczypospolitej.
PL ISSN 1641-0645.
- Rok I: 2000, nr 2–3, jesień–zima
- Rok II: 2001, nr 1(4)–4(7) wiosna–zima
- Rok III: 2002, nr 1(8)–4(11) wiosna–zima
- Rok IV: 2003, nr 1(12)–4(15) wiosna–zima
- Rok V: 2004, nr 1(16)–4(19) wiosna–zima
- Rok VI: 2005, nr 1(20)–4(23) wiosna–zima
- Rok VII: 2006, nr 1(24)–4(27) wiosna–zima
- Rok VIII: 2007, nr 1(28)–2(30) wiosna/lato–jesień
- Rok IX: 2008, nr 1–2(32)–5(35) zima/wiosna–zima

### Numery Specjalne Kwartalnika Organizacji Harcerek ZHR
Warszawa, Wydawca: Związku Harcerstwa Rzeczypospolitej.
PL ISSN 1641-0645.
- Rok 2003, nr 1(1), „Krajka Program”
- Rok 2003, nr 2(2), „Krajka Zjazd Programowy” – wydanie wspólne z czasopismem „Drogowskazy”
- Rok 2004, nr 1(3), „Krajka Tomasz” – wydanie wspólne z czasopismem „Drogowskazy”
- Rok 2004, nr 2(4), „Krajka Kalejdoskop”

## Redaktor naczelne
- hm. Magdalena Ząbkiewicz
- hm. Ewa Gronkiewicz – od 2006 r.